# Li Zehua
Li Zehua (En chino: 李泽华, nacido en 1995) es un periodista chino, rapero y Youtuber.
Li nació en 1995 en Pingxiang, Jiangxi. Después de graduarse en la Universidad de Comunicación de China, se unió a la Central China de Televisión (CCTV) como presentador televisivo en 2016.
Durante la pandemia de 2019–20 de coronavirus en China, renunció a la CCTV y se dedicó a investigar la desaparición del abogado Chen Qiushi quien había dado a conocer los casos de coronavirus en Wuhan. Li, con ayuda de vecinos de esa ciudad, se trasladó, consiguió un auto y buscó un lugar para hospedarse en Wuhan. En los días siguientes (durante el mes de febrero), intentó usar Vlog para presentar la verdadera situación de lo que sucedía en Wuhan. Desapareció el 26 de febrero de 2020, aparentemente detenido por oficiales de la policía estatal china.
Reapareció y volvió a dar señales de vida en sus redes sociales dos meses después. Según su video estuvo detenido por alteración del orden público y puesto en cuarentena hasta el día 28 de marzo y mantuvo que la policía le había tratado bien. El diario The Guardian, destacó que el tono neutral del vídeo era "muy diferente de sus anteriores vídeos".